# Zadnia Sucha Dolina Smreczyńska

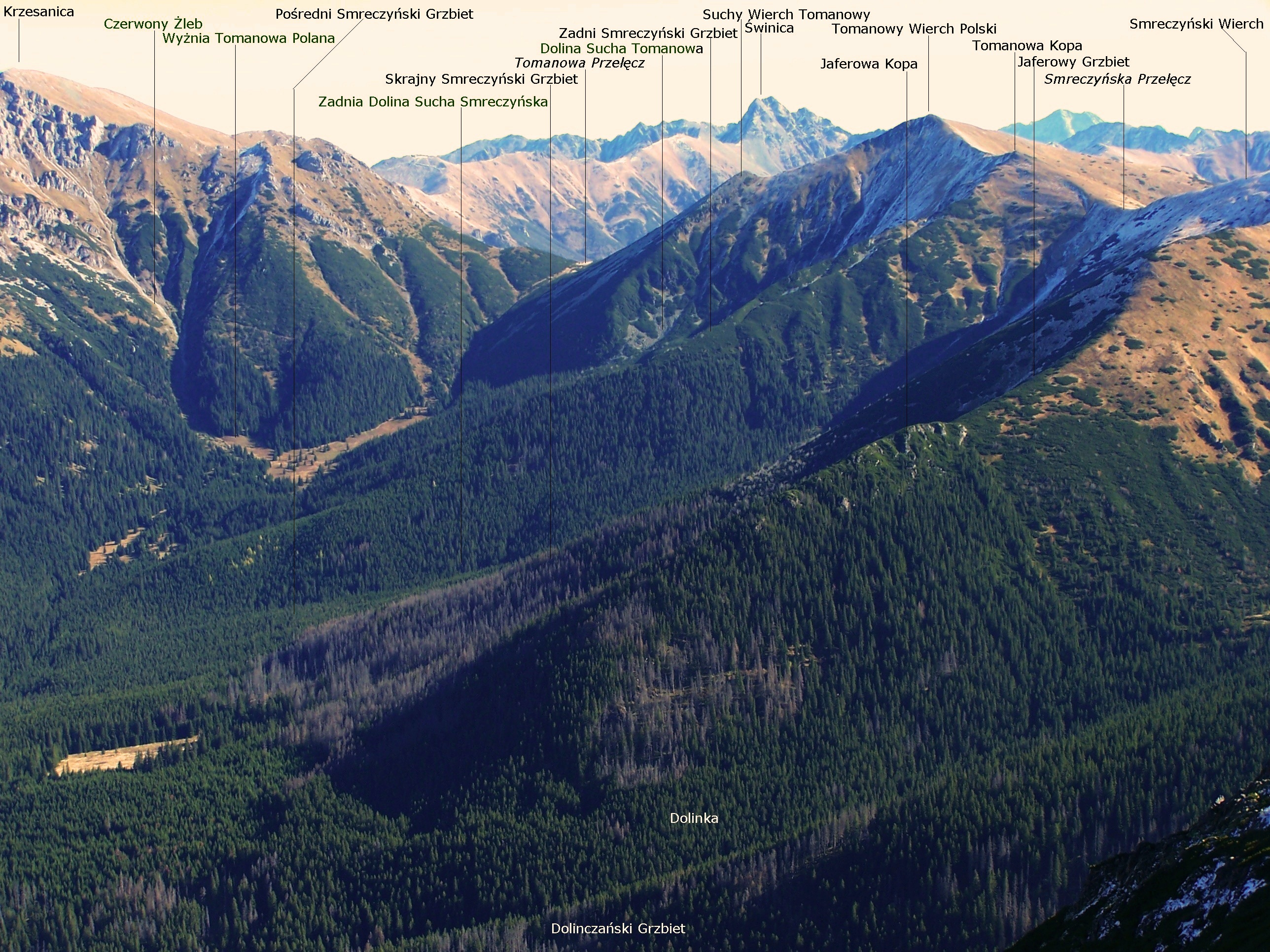
Widok z Ornaku

Zadnia Sucha Dolina Smreczyńska – lewoboczne odgałęzienie Doliny Tomanowej w polskich Tatrach Zachodnich. Jest to długa i wąska dolinka opadająca w północno-zachodnim kierunku spod Smreczyńskiej Przełęczy (1799 m) do dna Doliny Tomanowej (na wysokości ok. 1200 m) pomiędzy dwoma długimi bocznymi grzbietami odchodzącymi w północno-zachodnim kierunku od grani głównej Tatr Zachodnich. Od wschodniej strony doliny jest to Zadni Smreczyński Grzbiet, od zachodniej Pośredni Smreczyński Grzbiet. W górnej części, pod Smreczyńską Przełęczą znajduje się Zadni Smreczyński Upłaz, poniżej niego na stokach Pośredniego Smreczyńskiego Grzbietu znajdują się Zadnie Nadspady.
Dolina ma długość ok. 2 km i w jej górnej części znajduje się dwupoziomowy, wydłużony kocioł lodowcowy. Jego wyższa część znajduje się na wysokości 1700–1730 m, niższa 1430–1520 m. Dnem doliny spływa zanikający w niektórych miejscach potok uchodzący do Tomanowego Potoku. Tworzy on na progu dolnego kotła kilka wodospadów.
Dolina znajduje się poza szlakami turystycznymi. Dawniej były to tereny wypasowe należące do Hali Smreczyny, dawno jednak, bo już na początku XX w., gdy tereny te wykupił hrabia Władysław Zamoyski ograniczono tutaj wypas, od 1927 zniesiono go zupełnie, a w 1947 powstał tutaj pierwszy w Tatrach ścisły rezerwat przyrody Tomanowa-Smreczyny, po utworzeniu TPN-u przemianowany na obszar ochrony ścisłej „Pyszna, Tomanowa, Pisana”. Na dawnych halach odtworzył się już typowy dla Tatr piętrowy układ roślinności.